# Financiamento climático no México

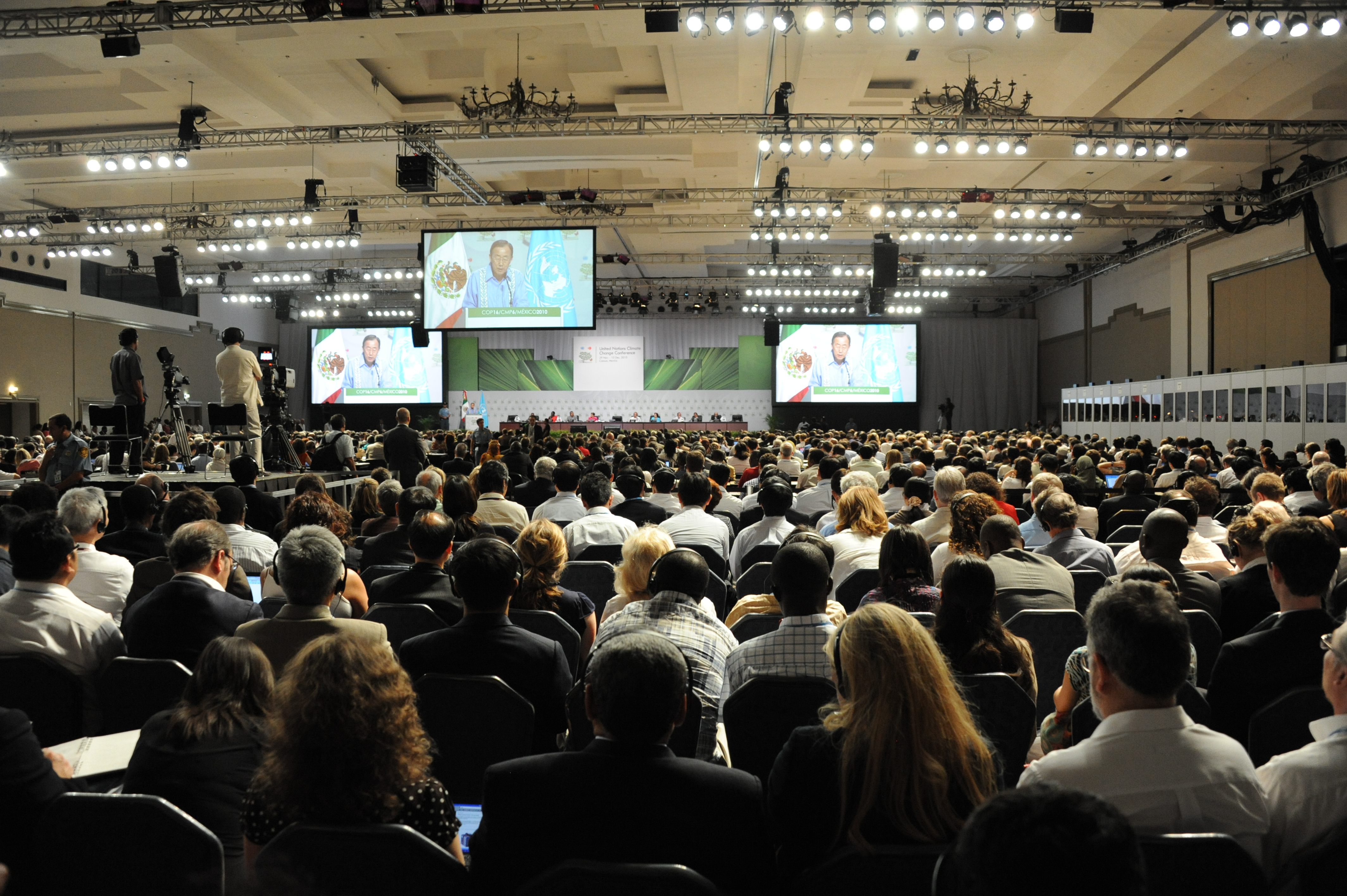
Ban Ki-moon, então secretário-geral das Nações Unidas, discursa durante a Conferência das Nações Unidas sobre as Mudanças Climáticas de 2010 em Cancún, México

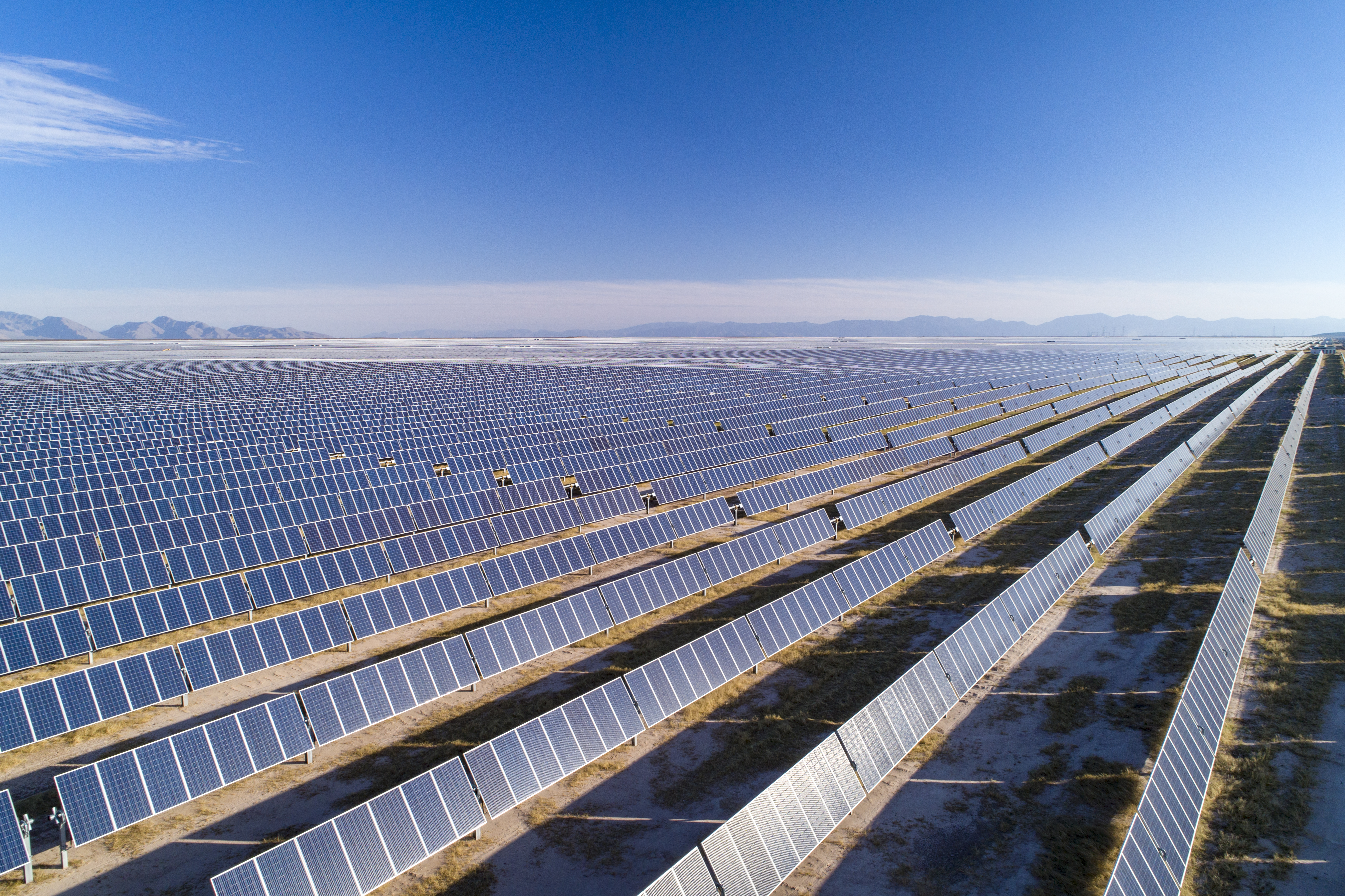
Parque solar de Villanueva, em Coahuila, um dos maiores da América Latina

O financiamento climático no México integra recursos públicos, privados e multilaterais para apoiar iniciativas de redução de emissões e de adaptação aos impactos das mudanças climáticas, cumprindo compromissos nacionais e internacionais sob a Convenção-Quadro das Nações Unidas sobre a Mudança do Clima (UNFCCC, sigla em inglês) e o Acordo de Paris.
Este sistema complexo envolve marcos legais, mecanismos de canalização e monitoramento — notadamente metodologias de Mensuração, Relato e Verificação (MRV) —, e é operacionalizado por instituições mexicanas, como a Secretaria de Meio Ambiente e Recursos Naturais (SEMARNAT), a Secretaria da Fazenda e Crédito Público (SHCP), a Nacional Financiera (NAFIN) e o Banco Nacional de Obras e Serviços Públicos (Banobras), bem como por organismos multilaterais como o Fundo Verde para o Clima (GCF, sigla em inglês) e o Fundo Global para o Meio Ambiente (GEF, sigla em inglês).
No entanto, apesar dos avanços em instrumentos temáticos (títulos verdes, sociais e sustentáveis), projetos nacionais e parcerias internacionais, permanece um déficit significativo de financiamento, com desafios institucionais e perspectivas de expansão do mercado sustentável até 2025.

## Definição
Não existe um consenso definitivo sobre a definição de financiamento climático, mas o termo é amplamente utilizado para designar recursos financeiros mobilizados por atores públicos e privados, em níveis global e local, com o objetivo de apoiar atividades de mitigação e adaptação às mudanças climáticas. Segundo a UNFCCC, o financiamento climático deve ser caracterizado pela natureza das atividades financiadas — em vez de pelos provedores, intermediários ou instrumentos financeiros — focalizando-se em resultados de adaptação e mitigação. A COP (Conferências das Nações Unidas sobre as Mudanças Climáticas) 15 de Copenhagen, em dezembro de 2009, estabeleceu o compromisso político de mobilizar 100 bilhões de dólares anuais até 2020 para ações climáticas em países em desenvolvimento, consagrando a meta em acordos posteriores. Na COP16 de Cancun, em novembro de 2010, decidiu-se criar o GCF como fundo multilateral para prover financiamento de longo prazo a projetos de mitigação e adaptação, formalizado em 2010 e operacionalizado a partir de 2015.

## Contexto mexicano

### Vulnerabilidades climáticas

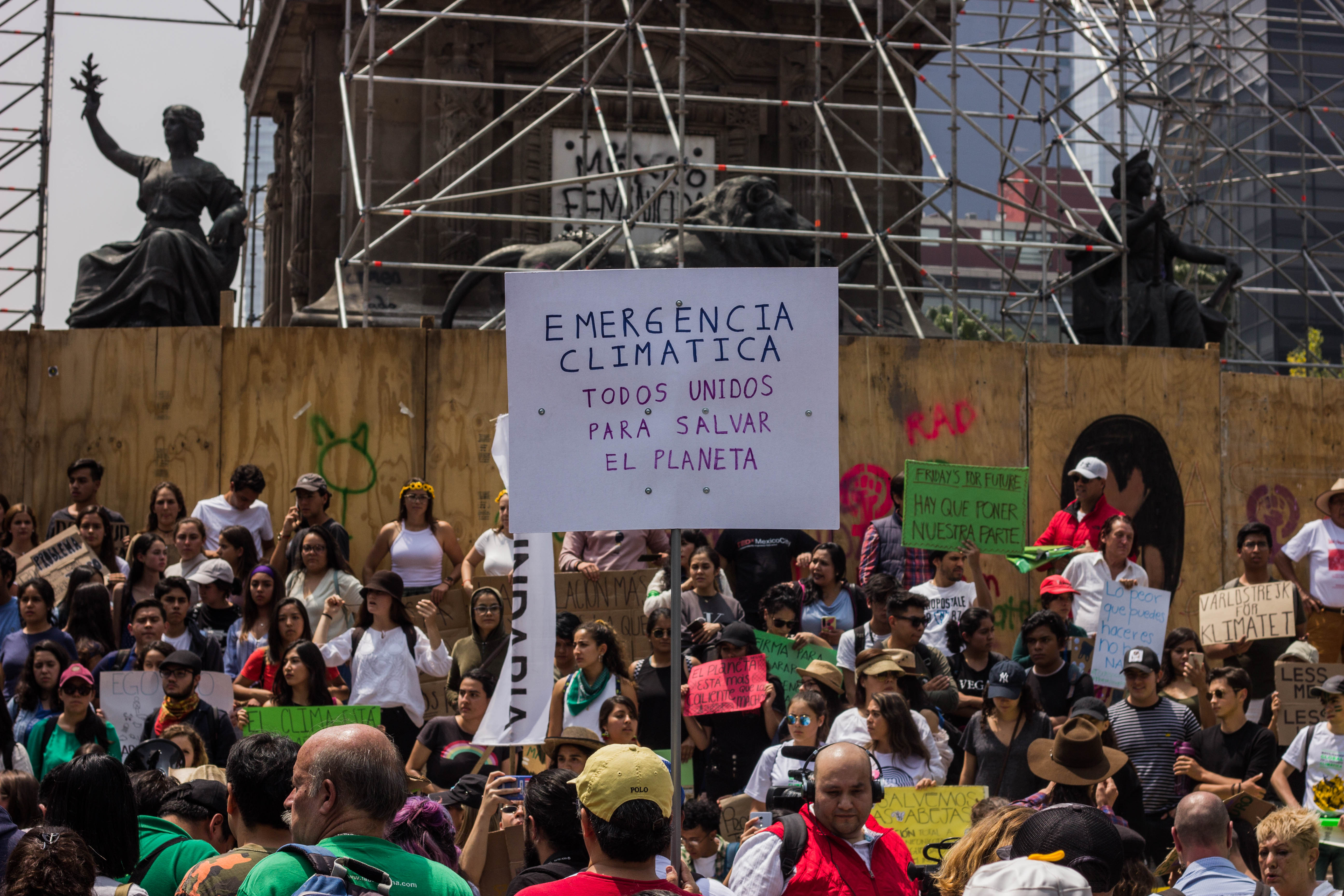
Manifestantes protestam na Cidade do México durante a Greve climática de setembro de 2019

O México apresenta um aumento da temperatura média anual de aproximadamente 0,9 °C entre 1950 e 2020, aliado a variações irregulares na precipitação, o que intensifica eventos extremos como secas prolongadas e inundações súbitas em diferentes regiões do país. Em 2024, o país enfrentou sua terceira onda de calor do ano, com termômetros ultrapassando 45 °C em 19 estados e mais de 70 % do território em situação de seca moderada a severa, causando ao menos 61 óbitos diretamente atribuídos ao calor extremo. Segundo o Notre Dame Global Adaptation Index (ND-GAIN), que mede exposição, sensibilidade e capacidade de adaptação, o México obteve escore de vulnerabilidade de 0,368 em 2021, posicionando-se entre os países de “vulnerabilidade média-alta” e indicando desafios significativos de adaptação social e econômica.
O Atlas Nacional de Vulnerabilidad ante el Cambio Climático (ANVCC) do Instituto Nacional de Ecologia e Mudança Climática (INECC) do México mapeou, em resolução municipal, riscos como estresse hídrico, deslizamentos e inundações, identificando mais de 1 200 municípios com alta ou muito alta vulnerabilidade territorial, especialmente no centro-norte e nas regiões serranas do país. De acordo com o G20 Climate Risk Atlas, o México enfrenta simultaneamente ameaças de ondas de calor, incêndios florestais, inundações e ciclones tropicais, criando um cenário multifacetado de risco que exige respostas integradas.
Nas zonas costeiras, modelagens recentes preveem que parte dos manguezais do noroeste e as planícies arenosas do Atlântico estarão em risco de submersão permanente sob cenários moderados de elevação do nível do mar, comprometendo ecossistemas de proteção e meios de subsistência locais. A cidade de El Bosque, no litoral de Campeche, ilustra esse processo: a elevação acelerada do mar e tempestades recorrentes reduziram sua população de 700 para menos de 12 residentes em menos de uma década, evidenciando a rápida exposição de comunidades costeiras ao aumento do nível do mar e à erosão. Finalmente, a temporada de furacões no Atlântico de 2025, reforça a elevada exposição do México a tempestades tropicais de alta intensidade, sobretudo em estados como Guerrero, Oaxaca e Quintana Roo.
O México enfrenta um desafio significativo de desmatamento, causado principalmente pela expansão das instalações agrícolas e pela crescente expansão urbana em todo o país. O México tem uma das taxas de desmatamento mais altas do mundo, com 1.380.000 hectares de floresta perdidos anualmente. O governo do México implementou o programa "Sembrando Vida", no valor de 3,4 milhões de dólares, em 2018, que se esforça para combater a pobreza rural e a degradação ambiental por meio do reflorestamento. Mais de 400 mil pessoas foram contratadas para apoiar os esforços de reflorestamento em 24 estados. No entanto, críticos relatam que os participantes estão desmatando a selva para plantar árvores, em vez de preservar e expandir as florestas existentes.
Uma mudança drástica nos padrões hídricos afetou o setor agrícola do México, com secas prolongadas e acesso limitado aos recursos hídricos. Isso fez com que os agricultores dependessem da irrigação para manter a produção ou mudassem para culturas que exigem menos água. Em 2024, o México enfrentou uma seca de três anos que causou preocupações agrícolas e problemas de escassez de água, com uma redução estimada de 20% a 40% na produção de milho devido à seca prolongada. Em relação à política agrícola, a presidente Sheinbaum anunciou um plano para garantir preços para os agricultores de produtos básicos nacionais, milho, feijão e café, com o objetivo de alcançar a "soberania alimentar" em outubro de 2024.

### Histórico de financiamentos climáticos
O México deu seus primeiros passos formais em financiamento climático com a criação do Programa Especial de Cambio Climático (PECC) 2009–2012, publicado no Diário Oficial da Federação em 28 de agosto de 2009, visando integrar política de mitigação e adaptação sem comprometer o desenvolvimento econômico. Por meio do PECC 2009–2012, o governo federal estabeleceu quatro componentes estratégicos — Visão de Longo Prazo, Mitigação, Adaptação e Fortalecimiento Institucional — para consolidar uma política abrangente de enfrentamento ao clima.
Já em 2012, com a promulgação da Lei General de Cambio Climático (LGCC), o artigo 80 instituiu o Fideicomiso Fondo para el Cambio Climático, estruturado como fideicomisso público administrado pela Secretaria da Fazenda e Crédito Público (SHCP), com o objetivo de captar e canalizar recursos financeiros para apoiar projetos climáticos. De acordo com regras operacionais de novembro de 2018, esse fideicomiso foi constituído em 30 de novembro de 2012, formalizando-se por contrato no mesmo dia, sob a presidência da SHCP como fideicomitente único e com a participación de SEMARNAT e NAFIN como fiduciarios técnicos.
Em 2015, a NAFIN emitiu o primeiro título verde em dólares americanos no valor de 500 milhões de dólares, marcando a estreia do México nos mercados internacionais de dívida climática. No ano seguinte, a NAFIN lançou seu primeiro bono verde denominado em pesos mexicanos, consolidando o arcabouço de finanças climáticas temáticas nacionais. Esses marcos nacionais estabeleceram as bases para cooperações multilaterais, conforme o relatório da convenção-quadro da UNFCCC, que destaca aportes de sete países parceiros e de quatro organismos internacionais — Banco Mundial, BID, Clean Technology Fund e GEF — para projetos de clima no México.

### Marcos legais
A Lei Federal de Orçamento e Responsabilidade Fiscal (LFPRH), em vigor desde 2006, regula a incorporação das receitas de financiamento na Lei de Receitas e estabelece critérios de transparência e responsabilidade para o uso de recursos públicos, inclusive os destinados às mudanças climáticas.
A Lei Geral de Cambio Climático (LGCC), promulgada em 28 de maio de 2012, estabelece as bases para que o México contribuía ao cumprimento do Acordo de Paris e regula princípios, objetivos e estrategias de mitigação e adaptação às mudanças climáticas em âmbito federal, estatal e municipal. O artigo 2º define os objetivos de promover “mitigação dos gases com efeito de estufa e adaptação da sociedade mexicana” e garante o direito ‘a um ambiente saudável para as gerações actuais e futuras".
A Lei de Transição Energética (LTE), publicada em 24 de dezembro de 2015, define objetivos para a diversificação da matriz energética, promove a utilização sustentável da energia e impõe obrigações de aquisição de energia limpa aos fornecedores, estabelecendo fundos específicos para projetos de eficiência energética e de produção distribuída.

### Panorama energético

#### Matriz energética
Fontes de energia no México
Em outubro de 2024, a presidente mexicana Claudia Sheinbaum defendeu a expansão da energia renovável no páis e revelou um plano para aumentar a participação da energia renovável na matriz energética do país para 45% até 2030. Em março de 2025, Sheinbaum aprovou uma série de leis conhecidas como "Reforma Energética", que visa adicionar cerca de 23 gigawatts de capacidade adicional até 2030, juntamente com 100 projetos de transmissão e distribuição. Embora a reforma se concentre no fortalecimento das empresas estatais de energia, ela também reserva 46% da eletricidade da rede elétrica para ser gerada por empresas privadas.
Os abundantes recursos naturais apresentam potencial para projetos de energia eólica e solar na costa do México. A inovação nos campos da tecnologia climática e das finanças levou ao desenvolvimento do mercado de capital de risco e a um aumento nas startups focadas em energia renovável. As maiores fontes de fornecimento total de energia são o petróleo bruto (42,6%) e o gás natural (41,3%). Outras fontes incluem carvão (4,7%) e biocombustível (4,7%). As importações líquidas de energia totalizaram 13,9% em 2023, crescendo significativamente desde 2000. Os Estados Unidos são o maior importador de energia para o México, devido às fortes conexões de oleodutos.
A produção total de eletricidade no país em 2023 foi de 356.416 GWh.O maior consumo de eletricidade provém da indústria (59%), do setor residencial (23,7%) e do setor comercial e de serviços públicos (6,7%). O crescimento da demanda por eletricidade diminuiu nos últimos anos devido a melhorias na eficiência energética e a uma mudança para setores menos intensivos em energia. O consumo de eletricidade per capita do México foi de 0,0024 GWh em 2023. Em 2023, os preços da eletricidade no país eram, em média, de aproximadamente 0,15 dólar por GWh, valor que flutuou nos últimos 5 anos entre 0,11 dólar por GWh em 2017 e 0,15 dólar por GWh em 2023.
A maior fonte de energia para a eletricidade é o gás natural, cujas importações vindas dos Estados Unidos aumentaram 400%, passando de 0,5 trilhão de pés cúbicos para 2,0 trilhões de pés cúbicos desde 2011. A meta do governo é que a energia renovável constitua 45% da produção de eletricidade até 2030, um aumento significativo em relação aos 23% registrados em 2023.
O Sistema Elétrico Nacional (SEN) do México é um dos maiores do Hemisfério Ocidental, composto por nove regiões e um sistema binacional na Baja California, com a maioria das regiões interconectadas como parte do Sistema Interconectado Nacional (SIN). A capacidade instalada total da rede elétrica do México atingiu 87.130 MW em 2022, marcando um aumento de 1,3% em relação a 2021, com uma capacidade mais ampla de 92.503 MW quando se incluem usinas interconectadas e geração distribuída. A rede inclui usinas de geração públicas e privadas. Em 2022, 30% da eletricidade da rede foi gerada pelo setor privado.
Em 7 de março de 2025, uma nova regulamentação estabeleceu uma estrutura para o armazenamento de energia no México, definindo seu papel na estabilização da rede, no apoio às energias renováveis e no aumento da segurança energética industrial. De acordo com o PRODESEN 2024-2038, o México precisará de 8,4 GW de capacidade de armazenamento de energia até 2038 para garantir a estabilidade da rede e facilitar a integração das energias renováveis, o que exigirá incentivos estratégicos, acesso ao mercado e financiamento sólido.

#### Energias renováveis

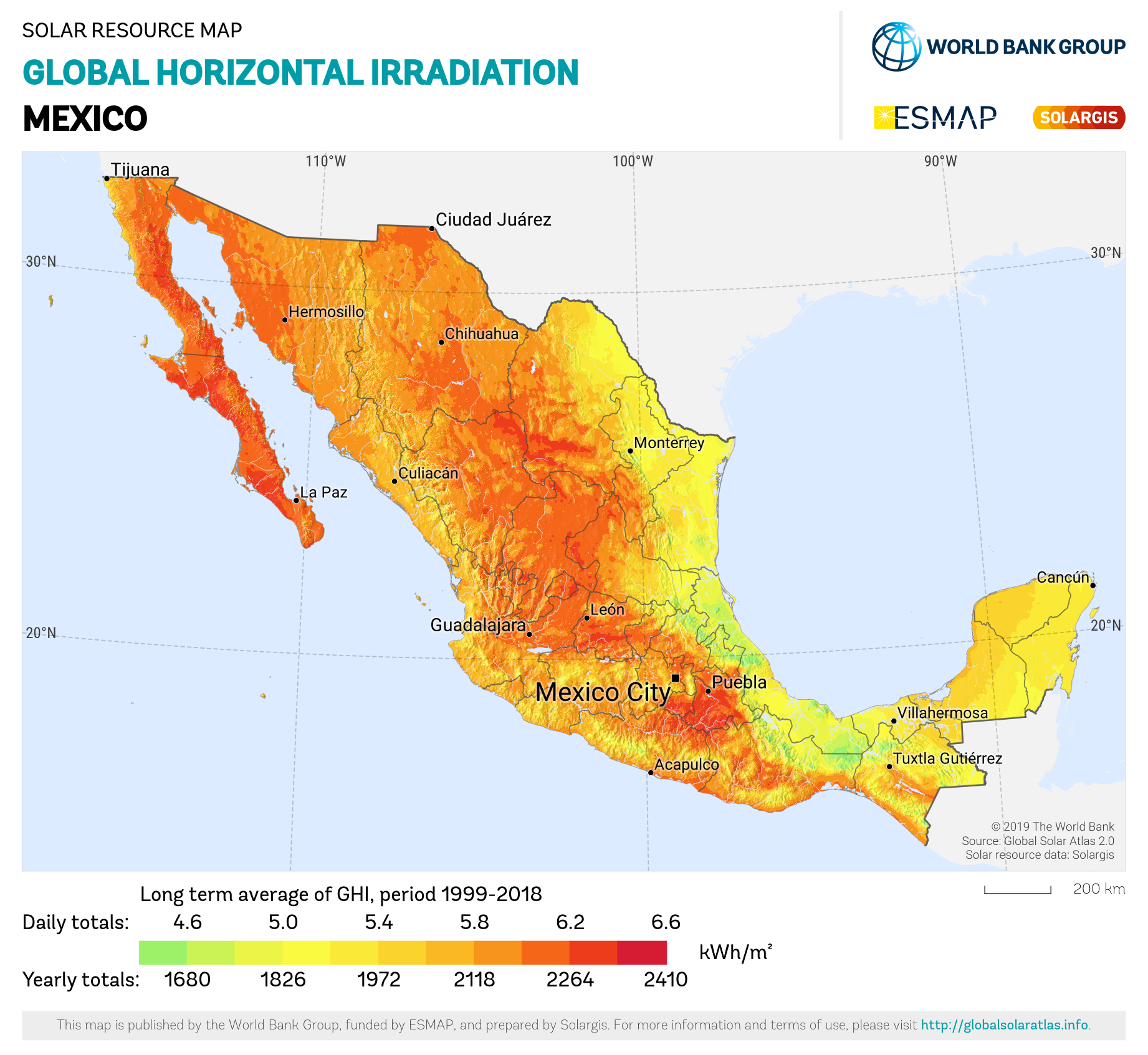
Mapa do território mexicano por índice de radiação solar

Em 2012, o México aprovou a “Lei Geral sobre Mudanças Climáticas”, que promove que pelo menos 35% da geração de eletricidade venha de fontes de energia limpa até 2024, com uma redução de 50% nas emissões (em relação ao ano 2000) até 2050. Em outubro de 2024, o governo mexicano anunciou um novo plano para aumentar a energia renovável para 45% da matriz energética até 2030, com foco na tecnologia solar fotovoltaica para reduzir os custos de energia em regiões quentes. Isso inclui limitar a produção de petróleo bruto a 1,8 mb/d, fortalecer as refinarias e impulsionar a produção petroquímica e de fertilizantes. O plano exigirá um investimento de 23,4 bilhões de dólares do governo mexicano e 9 bilhões de dólares em investimentos privados.
O México tem alguns dos níveis mais altos de irradiação solar do mundo, particularmente em Sonora, Chihuahua e Baja California. A radiação solar média é de 5,5 kWh/m² por dia, significativamente mais alta do que muitos países líderes em energia solar.
O Istmo de Tehuantepec, em Oaxaca, é um dos melhores corredores eólicos do mundo, com velocidades do vento superiores a 10 metros por segundo. Outros pontos importantes para a energia eólica incluem Yucatán, Tamaulipas e Baja California. O México já possui parques eólicos de grande escala e há potencial para a expansão da energia eólica offshore.
O México tem um dos maiores potenciais de energia geotérmica do mundo, devido à interação das placas tectônicas e à atividade vulcânica em todo o país. Os especialistas projetam um potencial geotérmico de até 200 GW, o que poderia atender a 17% das necessidades energéticas do país.

### Panorama financeiro
O tamanho do mercado bancário de varejo do México é estimado em 26,23 bilhões de dólares em 2025 e deve atingir 32,81 bilhões de dólares em 2029, com um CAGR de 5,76% durante o período de previsão (2025-2029). Existem 51 bancos e 65 cooperativas de crédito registradas no México e 50% da população mexicana não possui conta bancária, em 2021. Isso é significativamente menor do que outros países latino-americanos com grandes economias, como Brasil e Colômbia. Há 650 startups de fintech no México, tornando-o um dos maiores mercados de fintech da América Latina.
As duas principais bolsas de valores são a Bolsa Mexicana de Valores (BMV) e a Bolsa Institucional de Valores (BIVA). O mercado de energia renovável no México deverá registrar uma taxa de crescimento anual composta (CAGR) superior a 10% durante o período de previsão até 2030, com início em 2024, ano em que o mercado de energia renovável mexicano foi avaliado em 7,4 bilhões de dólares, mas as projeções estimam que o mercado cresça para 16,6 bilhões de dólares até 2031.

#### Investimento estrangeiro
A missão da Comissão Federal Elétrica (CFE) é garantir a justiça energética para a população e promover o desenvolvimento sustentável no setor elétrico. A CFE é agora reconhecida como uma empresa pública estatal, diferente de sua designação anterior como "empresa estatal produtiva". O Centro Nacional de Controle de Energia (CENACE) opera a rede elétrica nacional, gerencia o mercado atacadista de eletricidade e supervisiona as atualizações da rede para interconexão. As parcerias público-privadas do México no setor energético exigem que pelo menos 54% da eletricidade da rede nacional seja proveniente da CFE, deixando até 46% para os produtores do setor privado.
A Reforma energética de 2013 estimulou os investimentos no mercado energético mexicano. De 2012 a 2021, o mercado de eletricidade do México atraiu mais de 15 bilhões de dólares em investimentos estrangeiros. Notavelmente, 64% desses investimentos ocorreram entre 2015 e 2018, após a aprovação da Reforma Energética de 2013 e a implementação de suas leis em 2014. Leilões de longo prazo garantiram contratos de compra de energia (PPAs) de baixo custo, atraindo investidores internacionais como Enel, Acciona e Iberdrola. O governo, no entanto, cancelou os leilões, levando à incerteza dos investimentos em 2019. Sob o governo do presidente Andrés Manuel López Obrador, houve uma mudança em direção ao controle estatal da energia, favorecendo a CFE e a PEMEX em detrimento das energias renováveis privadas. Ss políticas buscavam dar prioridade à CFE em relação às energias renováveis privadas na ordem de despacho, levando a disputas legais e ceticismo dos investidores. Com isso, o investimento estrangeiro direto (IED) em energias renováveis caiu significativamente, com os investidores realocando fundos para mercados com estruturas regulatórias mais claras.

#### Investimentos sustentáveis
A emissão de títulos com selo ESG cresceu no México. Em 2023, mais de 45% de todas as emissões de títulos locais tinham o selo.
- Títulos emitidos pelo governo: o governo mexicano emitiu o primeiro título soberano vinculado aos os Objetivos de Desenvolvimento Sustentável (ODS) das Nações Unidas na América Latina em 2020, alinhando o financiamento da dívida.[64]
- Títulos verdes corporativos: empresas como Fibra Uno, BBVA México e Grupo Bimbo emitiram títulos verdes e vinculados à sustentabilidade para financiar projetos relacionados a energia renovável, conservação de água e iniciativas de economia circular.[65]
- Títulos de bancos de desenvolvimento: Instituições como NAFIN (Nacional Financiera) e Banobras emitiram títulos verdes e sociais para financiar infraestrutura de baixo carbono, eficiência energética e moradia acessível.[66]
- Títulos vinculados à sustentabilidade (SLBs): Ao contrário dos títulos verdes, os SLBs vinculam as condições financeiras às metas de desempenho ESG.[67]